# Meklenburská jezerní plošina
Meklenburská jezerní plošina (německy Mecklenburgische Seenplatte) je nížinatá jezerní plošina na severovýchodě Německa, rozkládající se převážně na území německé spolkové země Meklenbursko-Přední Pomořansko. Společně s Mazurskou a Pomořanskou jezerní plošinou tvoří tři velké jezerní plošiny jižně od Baltského moře. Meklenburská jezerní plošina je odvodňována řekami Havolou, Eldou a Labem do Severního moře. Náleží sem například jezera Müritz (plocha 117 km²), Kölpinsee (20 km2), Fleesensee (11 km²), Plauer See (39 km²) a Schwerinské (či Zvěřínské) jezero (63 km²).